# Prosevania antennalis
Prosevania antennalis är en stekelart som först beskrevs av John Obadiah Westwood 1843.  Prosevania antennalis ingår i släktet Prosevania och familjen hungersteklar. Inga underarter finns listade i Catalogue of Life.